# 千葉市立千城台わかば小学校
千葉市立千城台わかば小学校（ちばしりつ ちしろだいわかばしょうがっこう）は、千葉県千葉市若葉区千城台北1丁目にある公立小学校。

## 概要
- 本校は、子どもたちのより良い教育環境の整備と教育の質の充実を図るため、千城台北小学校と千城台西小学校を統合し、開校した[1]。

## 沿革
- 2010年（平成22年）2月20日 - 「千城台地区学校適正配置地元代表協議会」を設置[1]。
- 2018年（平成30年）
  - 1月31日 - 第40回同協議会で「千城台北小学校と千城台西小学校の統合」合意[1]。
  - 8月20日 - 「千城台北小学校と千城台西小学校の統合に関する要望書」が市教育委員会教育長へ提出[1]。
  - 9月13日 - 教育委員会会議で決定[1]。
  - 10月24日 - 千城台北小学校・千城台西小学校統合準備会を設置し、統合準備を開始（開校までに5回開催）[1]。
- 2019年（令和元年）9月24日 - 千葉市議会第3回定例会において小学校設置条例改正（校名決定）[1]。
- 2020年（令和2年）
  - 3月31日 - 千城台北小学校・千城台西小学校閉校[1]。
  - 4月1日 - 千城台北小学校と千城台西小学校を統合し開校[2]。旧千城台西小学校校舎を仮校舎とした[1]。
- 2021年（令和3年）4月 - 旧千城台北小学校の本校舎へ移転[1]。

## 通学区域
出典
- 千城台北1丁目（全域）
- 千城台北2丁目（全域）
- 千城台北3丁目（全域）
- 小倉町（1312番地、1323番地5号、1324番地6号、1326番地1号、1327番地(1号・4号）、1328番地、1329番地、1336番地、1808番地、1809番地、1868番地(北小倉地区)・1337番地、1355番地、1358番地、1367番地、1421番地、1447番地、1468番地、1527番地、1589番地、1592番地、1598番地(如来寺付近)）
- 千城台西1丁目（全域）
- 千城台西2丁目（全域）
- 千城台西3丁目（全域）

## 進学先中学校
公立中学校に進学する場合
- 千葉市立千城台西中学校

## 学校周辺
本校は四街道市との市境線に近く、「◯」が付されている施設は四街道市に位置する。
- 市営千城台第一団地 - 一部の敷地が隣接。
  - 市営千城台第一団地以外のマンション・アパートも点在。
- 吉岡公園 - 千葉市道をはさんで、敷地が隣接。
- 千城台北第2公園 - 千城台第一団地内
  - 上記以外の公園も点在。
- 千葉都市モノレール2号線千城台北駅
- ◯四街道徳洲会病院

## アクセス
- 千葉都市モノレール2号線千城台北駅から、徒歩3分。

以下は学校ホームページには記載無いが、アクセスは可能。
- 京成バス「つ01」系統・都賀線で、「千城台北小学校」[4]停留所下車[5]。